# (686) Gersuind
(686) Gersuind es un asteroide perteneciente al cinturón de asteroides descubierto el 15 de agosto de 1909 por August Kopff desde el observatorio de Heidelberg-Königstuhl, Alemania.
Está nombrado por Gersuind, un personaje del drama Kaiser Karls Geisel del escritor alemán Gerhart Hauptmann.